# Jaromír Čelakovský

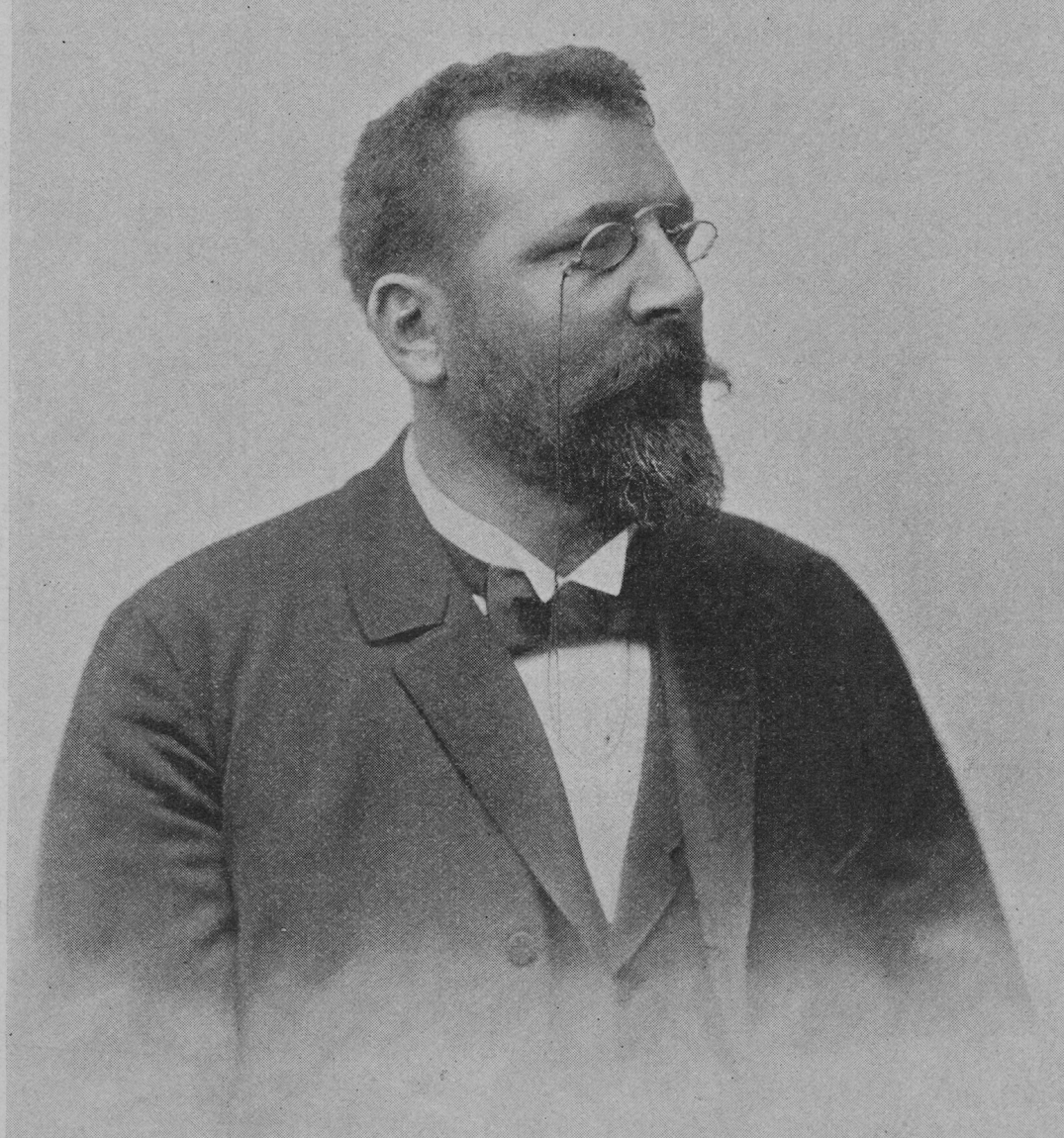
Jaromír Čelakovský, 1895.

Jaromír Čelakovský, född 21 mars 1846 i Breslau, död 16 oktober 1914 i Prag, var en tjeckisk rättshistoriker och arkivarie. Han var son till František Ladislav Čelakovský och bror till Ladislav Josef Čelakovský.
Čelakovský var professor i böhmisk rättshistoria vid Karlsuniversitetet i Prag och utgav en mängd skrifter av juridisk, historisk och pedagogisk art.